# Treglio
Treglio är en ort och kommun i provinsen Chieti i regionen Abruzzo i Italien. Kommunen hade 1 659 invånare (2018).